# 名田橋
名田橋（なだばし）は、一級河川・吉野川の下流に架かるプレストレスト・コンクリート橋。1963年に開通。
徳島市不動北町（南岸）と板野郡藍住町（北岸）を結んでいる（徳島県道1号徳島引田線）。

## 歴史
1896年（明治29年）の徳島県阿波国徳島近傍地図にこの橋が記載されているので、明治期には賃取橋ができていたと思われる。大正期には、徳島県によって架橋計画されながらも取り消された。

## 橋の概要
藍住町側の橋の下には、藍住町名田橋下公園がある。グラウンドではスポーツの試合やイベントなどが開催されている。
- 橋長 - 800m
- 工期 - 1959年8月 - 1963年3月

## 隣の橋梁
吉野川（徳島市）
（第十堰<<）名田橋 - 四国三郎橋 - 高徳線吉野川橋梁 - 吉野川橋 - 吉野川大橋 - 阿波しらさぎ大橋 - 徳島南部自動車道吉野川サンライズ大橋（>>紀伊水道）